# パーロフォン
パーロフォン（Parlophone）は、米ワーナー・ミュージック・グループ傘下のレコードレーベルである。

## 沿革
1896年、ドイツ帝国でカール・リンドストレーム社によって設立される。1926年に英コロムビア（現：EMI）に買収される。
EMI傘下となった後も同社は同じ社名を使用し続けた。主として朗読やコメディの作品を出していたが、1962年にビートルズと契約したのを機に、ロックにも進出した。
ビートルズがアップル・レコードに移籍（独立）すると、まもなく活動を停止したが、アーティストたちからの要望もあり1970年代半ばに復活した。
2012年、ユニバーサル ミュージック グループがEMIのレコードレーベル部門を買収する。しかし、欧州委員会が欧州連合競争法に抵触することを理由に資産の一部の売却を命じたため、ユニバーサルはパーロフォン、コオペレイティヴ・ミュージック、V2レコード、サンクチュアリ・レコード、クリサリス・レコード、ミュート・レコード、EMIクラシックス、ヴァージン・クラシックス、および旧EMIのイギリス、ベルギー、チェコ、デンマーク、フランス、ノルウェー、ポーランド、ポルトガル、スロヴァキア、スペイン、スウェーデン部門をまとめて分離し、パーロフォン・レーベル・グループとして売りに出した（ただし、ビートルズ及び各メンバーのソロ音源とロビー・ウィリアムズのクリサリス・レコード時代の原盤権は引き続きユニバーサルが保有する）。
パーロフォン・レーベル・グループは2013年2月に複数の企業に分割売却されることが決まったが、その大部分はワーナー・ミュージック・グループに渡ることとなった。また、サンクチュアリとミュートはBMGが、コオペレイティヴとV2はPIASがそれぞれ買収した。ワーナーによるパーロフォン買収は5月に欧州委員会によって承認された。パーロフォン所属アーティストのアメリカでの扱いについて、コールドプレイ、デヴィッド・ゲッタはアトランティック・レコードが、レディオヘッドとピンク・フロイドのバックカタログ、カイリー・ミノーグ、デーモン・アルバーンについてはワーナー・ブラザース・レコードで取り扱う方針を示している。
日本パーロフォン（パーロホン）は、1929年に設立され、1934年に活動を停止し、日本蓄音器商会（現：日本コロムビア）に吸収された。

## 主なアーティスト
- ぺぺ・ハラミジョ
- ビートルズ
- ホリーズ
- クイーン
- カイリー・ミノーグ
- ペット・ショップ・ボーイズ
- レディオヘッド
- ブラー
- コールドプレイ
- スーパーグラス
- アスリート (バンド)